# بحاريات
البحاريات أو النوتويديات هي تحت طائفة من رأسيات الأرجل، تعيش منذ العصر الكامبري وحتى الآن. وقد تنوعت خلال الوقت المبكر من الحقبة الأولى، ثم أخذت بالانحار خلال الفترة المتأخرة من الحقبة وبقيت قليلة الانتشار حتى اليوم، حيث لا توجد منها إلا 3 أو 4 أنواع حية. وهي ليس موجودة حالياً إلا في المنطقة الهندو-هادئية (نسبة إلى المحيطين الهندي والهادئ)، خصوصاً شرق المحيط الهندي.

## الأصداف
تملك النوتويدات أصدافاً خارجية مقسمة إلى تجاويف تفصلها جدران تعرف بـ«السبتا». ويُنتج احتكاك السبتا مع جدار الصدفة الخارجي «خطوط درزة»، والتي كثيرة ما تكون مرئية في الأحافير. يعيش النوتويد داخل التجويف الخارجي (الأقرب إلى فتحة الصدفة)، والذي يُسمّى بـ«التجويف الحي». ويُمكن التمييز بين الأمونايتيات ونوتويدات مشابهة كثيراً لها عن طريق الطبيعة البسيطة لخطوط الدرزة، إضافة إلى «إسفنكها» يَقع عادة على طول مركز الصدفة. وفضلاً عن هذا فإن الملامح المفتاحية والتي هي هامة جداً في تصنيف النوتويدات هي البنية الداخلية والخارجية للإسفنك في الصدفة.

## التصنيف
بالرغم من استخدام مصطلح «النوتويدات» في الكتب لعقود عديدة، فإنه يُعتبر الآن عديم الفائدة تصنيفياً. فقد نشأت خلال فترة ما العديد من الجدالات حول تصنيف الطوائف وما تحتها، وبُنيت العديد من التصانيف دون أخذ أي علاقات تطورية أو فيلوجينية بعين الاعتبار. وقد نشأت تحت طائفة النوتويدات آنذاك. عموماً، ظلت النوتويدات عبارة عن اسم عام جامع لكل رأسيات الأرجل التي ليست من الأمونايتيات ولا الكوليودات. وبالرغم من هذا، فإنه يَبدو أن النوتويدات تمثل بشكل جزئي شبه عرق.
توجد حالياً من النوتويدات أكثر من 270 فصيلة وحوالي 1750 جنساً و9,000 نوع معروف. ومع هذا فلا توجد منها إلا 3 آو 4 أنواع حية اليوم.

## الملاحظات
1. ↑  خطوط الدرزة هي عبارة عن خطوط نحيلة متموجة توجد على سطح صدفة رأسي الأرجل، وهي تمثل نقطة الاتصال بين السبتا والجدار الداخلي للصدفة.
2. ↑  الإسفنك هي عبارة عن أنابيب تمر عبر كل من التجاويف الداخلية للصدفة، من قاعدة التجويف الحي إلى آخر التجاويف في مؤخرة الصدفة